# Acropyga bakwele
Acropyga bakwele is een mierensoort uit de onderfamilie van de schubmieren (Formicinae). De wetenschappelijke naam van de soort is voor het eerst geldig gepubliceerd in 2005 door LaPolla & Fisher.